# Welsh Premier League 2009-2010
L'edizione 2009-2010 della Welsh Premier League è stata la diciottesima edizione della massima serie del campionato gallese di calcio. È iniziata il 14 agosto 2009 per concludersi il 24 aprile 2010. Il titolo è stato vinto dalla squadra del The New Saints Football Club per la quinta volta nella sua storia.

## Riforma del campionato
Su decisione unanime dei club di Premier League, dalla stagione 2010-2011, il numero di squadre partecipanti sarà ridotto a 12.

Pertanto, la Welsh Premier League 2009-2010, a 18 squadre, ha previsto la retrocessione nelle leghe inferiori di un minimo di 6 ed un massimo di 8 formazioni, poiché per delineare il lotto delle squadre partecipanti al massimo campionato successivo si è dovuto valutare i requisiti delle due squadre classificate al primo posto nei rispettivi gironi di Cymru Alliance e Welsh Football League Division 1, ovvero i gironi Nord e Sud del campionato cadetto..

## Squadre partecipanti
- Aberystwyth Town
- Airbus UK Broughton
- Bala Town - Neopromossa
- Bangor City
- Caersws
- Carmarthen Town
- Cefn Druids
- GAP Connah's Quay
- Haverfordwest County

- Llanelli
- Neath Athletic
- Newtown
- Port Talbot Town
- Porthmadog
- Prestatyn Town
- Rhyl - Campione in carica
- The New Saints
- Welshpool Town

## Regole
La prima classificata si laurea Campione del Galles e si qualifica al secondo turno preliminare della UEFA Champions League 2010-2011.

La seconda e la terza accedono al primo turno preliminare della UEFA Europa League 2010-2011.

Retrocedono da un minimo di 6 ad un massimo di 8 squadre.

## Classifica
Fonte:BBC Archiviato il 31 gennaio 2011 in Internet Archive.
|  |     | Classifica 2009-2010 | Pt | G  | V  | N  | P  | GF | GS | DR  |  |
|  | --- | -------------------- | -- | -- | -- | -- | -- | -- | -- | --- |  |
|  | 1.  | The New Saints       | 82 | 34 | 25 | 7  | 2  | 69 | 13 | +56 |  |
|  | 2.  | Llanelli             | 80 | 34 | 25 | 5  | 4  | 79 | 26 | +53 |  |
|  | 3.  | Port Talbot Town     | 65 | 34 | 19 | 8  | 7  | 56 | 23 | +33 |  |
|  | 4.  | Aberystwyth Town     | 64 | 34 | 19 | 7  | 8  | 54 | 41 | +13 |  |
|  | 5.  | Bangor City          | 63 | 34 | 19 | 6  | 9  | 75 | 45 | +30 |  |
|  | 6.  | Rhyl                 | 62 | 34 | 18 | 8  | 8  | 74 | 43 | +31 |  |
|  | 7.  | Airbus UK Broughton  | 49 | 34 | 12 | 13 | 9  | 49 | 37 | +12 |  |
|  | 8.  | Prestatyn Town       | 48 | 34 | 12 | 12 | 10 | 53 | 53 | 0   |  |
|  | 9.  | Neath Athletic       | 47 | 34 | 12 | 11 | 11 | 41 | 38 | +3  |  |
|  | 10. | Carmarthen Town      | 45 | 34 | 12 | 9  | 13 | 45 | 38 | +7  |  |
|  | 11. | Bala Town            | 45 | 34 | 12 | 9  | 13 | 39 | 47 | -8  |  |
|  | 12. | Haverfordwest County | 44 | 34 | 11 | 11 | 12 | 43 | 47 | -4  |  |
|  | 13. | Newtown              | 41 | 34 | 10 | 11 | 13 | 54 | 57 | -3  |  |
|  | 14. | GAP Connah's Quay    | 41 | 34 | 11 | 8  | 15 | 31 | 42 | -11 |  |
|  | 15. | Porthmadog           | 24 | 34 | 6  | 6  | 22 | 23 | 66 | -43 |  |
|  | 16. | Welshpool Town       | 23 | 34 | 6  | 5  | 23 | 30 | 70 | -40 |  |
|  | 17. | Caersws              | 13 | 34 | 3  | 4  | 27 | 26 | 94 | -68 |  |
|  | 18. | Cefn Druids          | 9  | 34 | 1  | 6  | 27 | 16 | 77 | -61 |  |

### Decisioni Football Association of Wales
Alle prime classificate di Cymru Alliance/Division One, Afan Lido, Llangefni Town, non viene concessa la licenza per la partecipazione alla Premier League 2010-2011. La FAW nega la licenza anche al Rhyl, sesto classificato. Si salvano dunque le classificate tra l'11º ed il 13º posto, Bala Town, Haverfordwest County, Newtown. Non ci sono promozioni dal livello inferiore.

## Record
- Maggior numero di vittorie:  Llanelli e  The New Saints (25)
- Minor numero di sconfitte:  The New Saints (2)
- Migliore attacco:  Llanelli (79 gol segnati)
- Miglior difesa:  The New Saints (13 gol subiti)
- Miglior differenza reti:  The New Saints (+56)
- Maggior numero di pareggi:  Airbus UK Broughton (13)
- Minor numero di pareggi:  Caersws (4)
- Minor numero di vittorie:  Cefn Druids (1)
- Maggior numero di sconfitte:  Caersws e  Cefn Druids (27)
- Peggiore attacco:  Cefn Druids (16 gol segnati)
- Peggior difesa:  Caersws (94 gol subiti)
- Peggior differenza reti:  Caersws (-68)
- Partita con più reti:  Bangor City -  Bala Town 6-3 (9)

## Marcatori
Fonte: Welsh-premier.com
| Calciatore          | Gol | Squadra                    |
| ------------------- | --- | -------------------------- |
| Rhys Griffiths      | 30  | Llanelli                   |
| Jamie Reed          | 24  | Bangor City                |
| Chris Sharp         | 23  | Bangor City The New Saints |
| Matthew Williams    | 20  | Rhyl                       |
| Luke Bowen          | 17  | Aberystwyth Town           |
| Marc Lloyd-Williams | 16  | Airbus UK Broughton        |
| Martin Rose         | 16  | Port Talbot Town           |
| Mark Connolly       | 15  | Rhyl                       |
| Lee Hunt            | 15  | Bangor City Rhyl           |

## Verdetti
- The New Saints Campione di Galles
- The New Saints

ammesso al 2º turno preliminare della UEFA Champions League 2010-11.
- Llanelli e  Port Talbot Town

ammesse al 1º turno preliminare della UEFA Europa League 2010-11.
- Bangor City, vincitrice di Coppa del Galles,

ammessa al 2º turno preliminare della UEFA Europa League 2010-11.
- Rhyl,  GAP Connah's Quay,  Porthmadog,  Welshpool Town,  Caersws e  Cefn Druids

retrocesse in Cymru Alliance/Welsh Football League Division 1.